# Октакозан

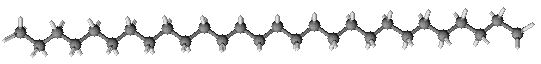
Структурна формула октокозану

Октакозан — насичений вуглеводень, алкан (C28H58).

## Фізичні властивості
Температура плавлення 61,3 °C;
температура кипіння 432 °C);
Тиск пари (в мм рт. ст.): 1 (220 °C); 10 (270 °C); 40 (309 °C); 100 (340 °C); 400 (398 °C).

## Ізомерія
Теоретично можливо 617 105 614 структурних ізомерів з таким числом атомів.

## Знаходження в природі
Ідентифіковано в траві звіробою (Hypericum perforatum L.); манжетці альпійській (Alchimilla alpina L.); лоху вузьколистому (Elaeagnus angustifolia L.); Бересклеті широколистому (Euonymusm latifolium Mill.).